# Zeveren
Zeveren est une section de la ville de Deinze située dans la province de Flandre-Orientale en Belgique. C'était une commune à part entière avant la fusion des communes de 1971.

## Démographie

### Évolution démographique
- Sources : INS, Rem. : 1831 jusqu'en 1961 = recensements[2].